# Robert Skidelsky
Robert Jacob Alexander, Barón Skidelsky, FBA (nacido el 25 de abril de 1939) es un historiador económico británico. Es autor de una biografía premiada en tres volúmenes del economista británico John Maynard Keynes (1883-1946). Skidelsky enseñó historia en el Jesus College de Oxford y es profesor emérito de economía política en la Universidad de Warwick, Inglaterra.

## Comienzos
Los padres de Skidelsky, Boris Skidelsky y Galia Sapelkin, eran súbditos británicos de ascendencia rusa, judía por parte de su padre y cristiana por parte de su madre. Su padre trabajaba para la empresa familiar LS Skidelsky que arrendó la mina de carbón Mulin al gobierno chino. Boris tenía tres hermanos, uno de los cuales era el novelista, jugador de bridge y escritor británico SJ "Skid" Simon (1904-1948). En 1919, LS Skidelsky construyó una fábrica en Harbin para obtener albúmina de la sangre.
Cuando estalló la guerra entre Gran Bretaña y Japón en diciembre de 1941, todos fueron internados primero en Manchuria y luego en Japón y finalmente liberados a cambio de internados japoneses en Inglaterra. Después regresó a China con sus padres en 1947, viviendo durante poco más de un año en Tientsin. Partieron hacia Hong Kong justo antes de que los comunistas chinos tomaran la ciudad.
Skidelsky tiene dos hijos, Edward Skidelsky, profesor de filosofía en la Universidad de Exeter; y William Skidelsky, periodista y autor de Federer and Me: A Story of Obsession.

## Formación
De 1953 a 1958, Skidelsky estuvo interno en el Brighton College. Luego pasó a enseñar historia en el Jesus College, Oxford. De 1961 a 1969, fue sucesivamente estudiante de investigación, estudiante senior e investigador en el Nuffield College, Oxford. En 1967, publicó su primer libro, Politicians and the Slump, basado en su disertación de D.Phil. El libro explora las formas en que los políticos británicos manejaron la Gran Depresión.

## Carrera académica
En el curso de una beca de investigación de dos años en la Academia Británica, Skidelsky comenzó a trabajar en su biografía de Oswald Mosley (publicada en 1975) y publicó English Progressive Schools (1969). En 1970, se convirtió en profesor asociado de historia en la Escuela de Estudios Internacionales Avanzados de la Universidad Johns Hopkins. Sin embargo, la polémica en torno a la publicación de su biografía de Mosley en el que se sintió que había dejado a Mosley demasiado bien, llevó a la Universidad Johns Hopkins a negarle la tenencia. La Universidad de Oxford tampoco se mostró dispuesta a darle un puesto permanente.
De 1976 a 1978, Skidelsky fue profesor de historia, filosofía y estudios europeos en el Politécnico del Norte de Londres. En 1978, Skidelsky fue nombrado profesor de Estudios Internacionales en la Universidad de Warwick, donde ha permanecido desde entonces, aunque se incorporó al Departamento de Economía como profesor de Economía Política en 1990. Fue nombrado miembro profesor del Global Policy Institute de la London Metropolitan University. Desde 1997, Skidelsky es miembro honorario del Jesus College de Oxford. Fue elegido miembro de la Academia Británica en 1994. Desde 2016, se desempeña como director / fideicomisario de la Escuela de Educación Cívica de Londres , que forma parte de una asociación de escuelas de estudios políticos, bajo los auspicios de la Dirección General de Democracia ("DGII") del Consejo de Europa. Actualmente está escribiendo un libro sobre globalización con Vijay Joshi, miembro del St John's College de Oxford.

## Carrera política
Skidelsky ha sido miembro de cuatro partidos políticos. Originalmente un miembro del Partido Laborista, Skidelsky dejó ese partido para convertirse en miembro fundador del Partido Socialdemócrata, donde permaneció hasta la fusión del partido con el Partido Liberal para convertirse en los Demócratas Liberales en 1988, a la que se opuso, quedándose en el SDP hasta su disolución en 1990. El 15 de julio de 1991, fue nombrado par vitalicio como Barón Skidelsky, de Tilton en el condado de East Sussex  y en 1992 se convirtió en conservador . Fue nombrado portavoz principal de la oposición en los Lores, primero de Cultura, luego de Asuntos del Tesoro (1997-1999), pero fue destituido por el líder del partido conservador William Hague por oponerse públicamente al bombardeo de Yugoslavia por la OTAN en 1999.
En 2001, Skidelsky dejó el Partido Conservador por los banquillos transversales. Fue presidente de la Fundación Mercado Social entre 1991 y 2001.
En septiembre de 2015, Skidelsky respaldó la campaña de Jeremy Corbyn en las elecciones de liderazgo del Partido Laborista, escribiendo en The Guardian: "Corbyn debe ser elogiado, no castigado, por llamar la atención del público sobre los serios problemas relacionados con el papel del estado y las mejores maneras para financiar sus actividades. El hecho de que sea despedido por hacerlo ilustra la peligrosa complacencia de las élites políticas de hoy. Millones de personas en Europa sienten con razón que el orden económico actual no sirve a sus intereses. ¿Qué harán si sus protestas simplemente son ignoradas? " 
Actualmente escribe una columna sobre historia económica para Project Syndicate, una organización internacional de medios.

## Premios
El segundo volumen de la biografía en tres volúmenes de Skidelsky sobre John Maynard Keynes The Economist as Savior, 1920-1937 ganó el Premio Wolfson de Historia en 1992. El tercer volumen Fighting for Britain, 1937-1946 ganó el premio Duff Cooper en 2000, el premio James Tait Black Memorial de biografía en 2001, el premio Arthur Ross Book de relaciones internacionales en 2002 y el premio Lionel Gelber de relaciones internacionales y fue preseleccionado para el Premio Samuel Johnson de escritura no narrativa en 2001.

## Obras seleccionadas
- 1967: Los políticos y la depresión
- 1969: Escuelas progresistas inglesas
- 1975: Oswald Mosley
- 1983: John Maynard Keynes: Esperanzas traicionadas, 1883-1920
- 1992: John Maynard Keynes: El economista como sabio, 1920-1937
- 1993: Intereses y obsesiones: Ensayos históricos (Macmillan)
- 1995: El mundo después del comunismo: una polémica para nuestro tiempo (Macmillan)
  - Publicado en América como El camino de la servidumbre: las consecuencias económicas y políticas del fin del comunismo
- 1996: Keynes (Oxford University Press)
- 2000: John Maynard Keynes: Luchando por la libertad, 1937-1946
- 2009: Keynes: El regreso del maestro (Londres: Allen Lane)
- 2012: ¿Cuánto es suficiente? Dinero y buena vida. con Edward Skidelsky ( Allen Lane )[11]
- 2018: Dinero y gobierno: el pasado y el futuro de la economía